# Phryxe quieta
Phryxe quieta là một loài ruồi trong họ Tachinidae.